# Narragansett (indianstam)

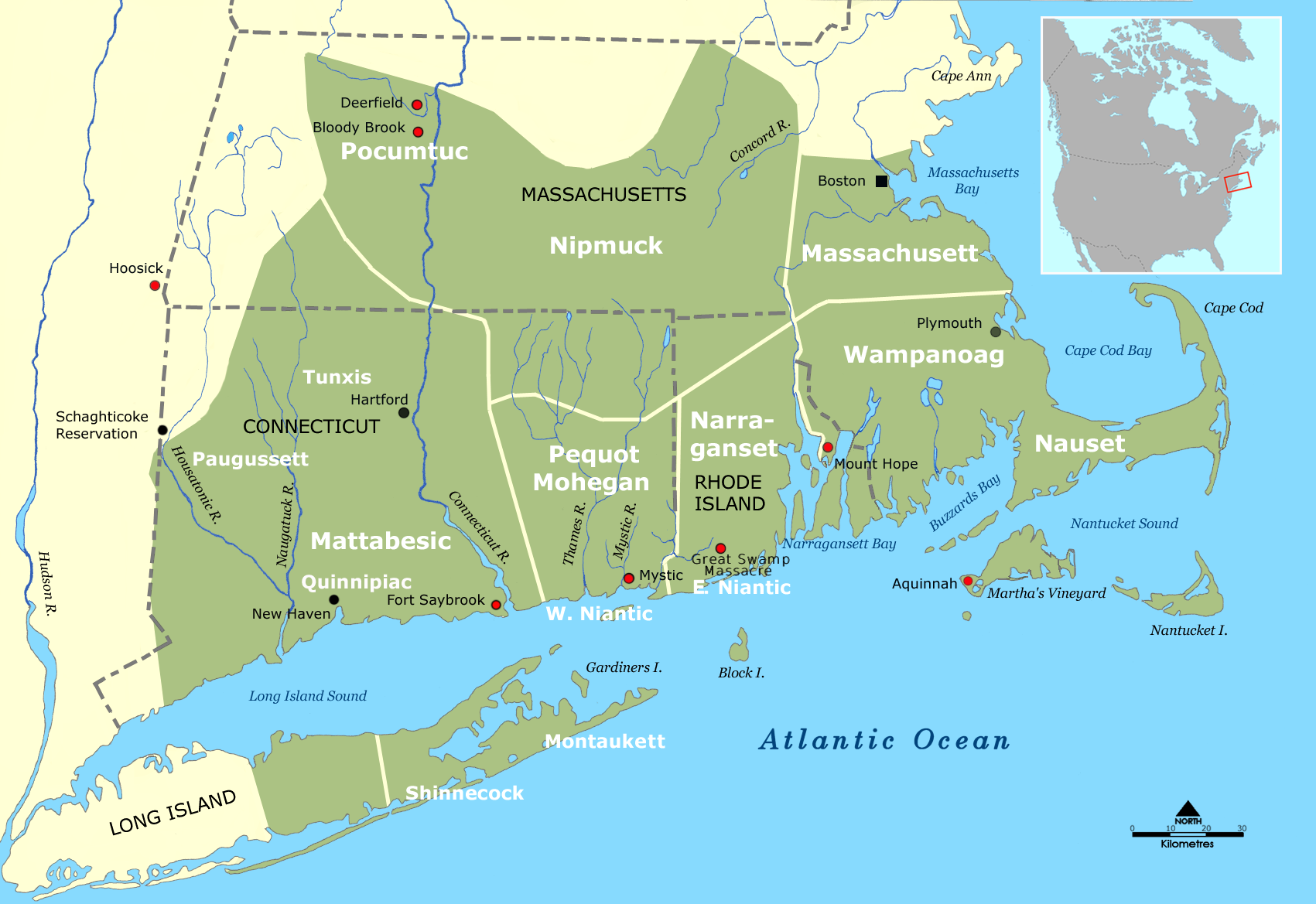
Narragansett och andra indianska nationerns traditionella bosättningsområde i södra New England.

Narragansetterna var den mäktigaste stammen i hela New England under 1600-talets första hälft. De talade ett algonkinspråk och levde i Connecticut och Rhode Island. De deltog i Kung Philips krig 1675-76 och blev praktiskt taget utplånade. Omkring 1900 fanns det 2 500 narragansetter kvar och deras ättlingar bor numera i ett reservat i Rhode Island.

## Bilder

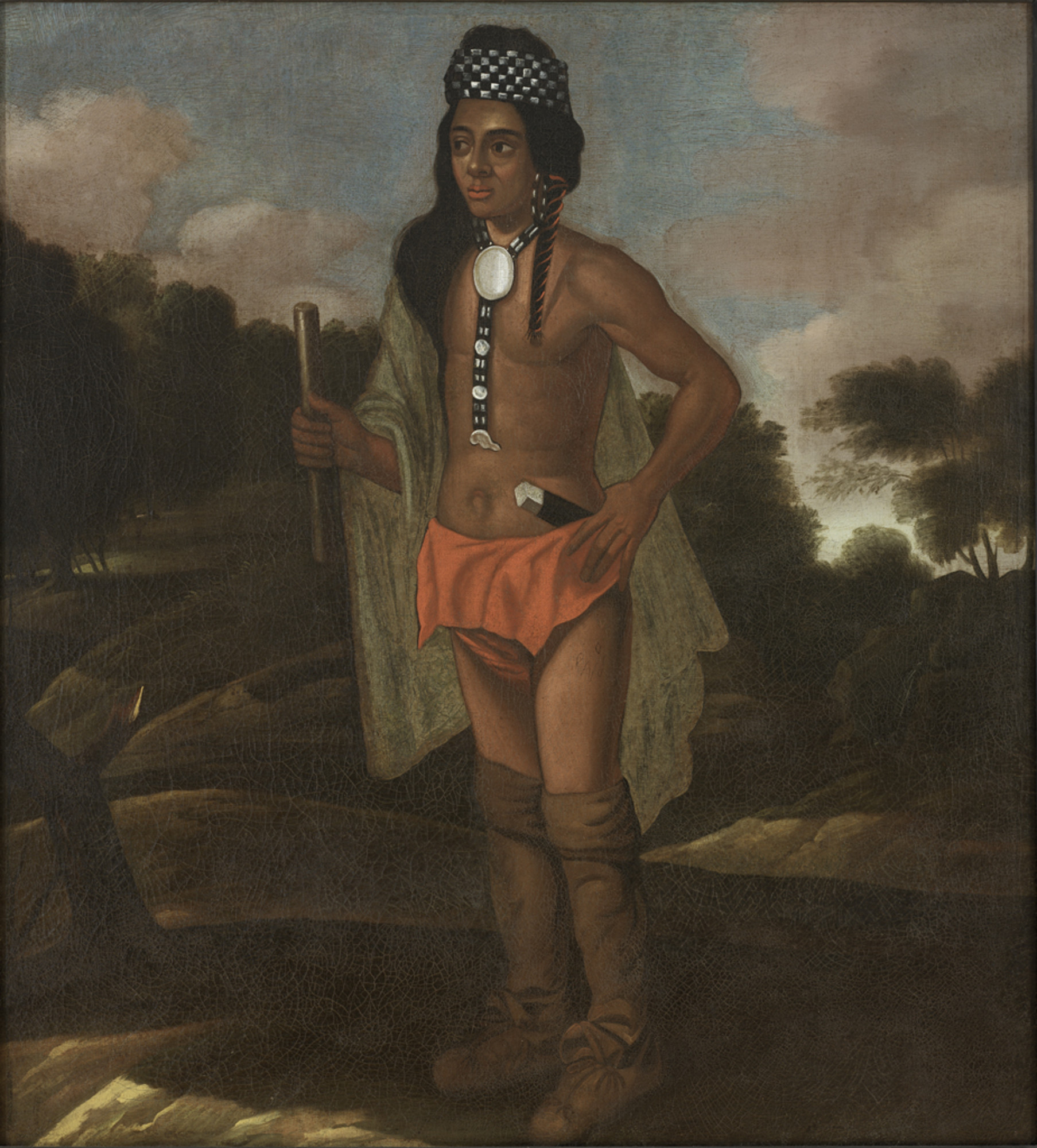
Ninigret. Det enda verkliga porträttet av en Narragensettindian, målat 1681.